# Notatki Płockie
Notatki Płockie – ukazujący się nieprzerwanie od 1956 kwartalnik Towarzystwa Naukowego Płockiego. Prezentuje artykuły z dziedziny nauk humanistycznych i społecznych związane tematycznie z Płockiem i Mazowszem. Teksty publikowane są w języku polskim z abstraktem i słowami kluczowymi oraz tytułem, abstraktem i słowami kluczowymi w języku angielskim.  
Początkowo publikowany jako biuletyn Komisji Badań nad Powstaniem i Rozwojem Płocka (do 1959 r.), następnie jako organ naukowy TNP. 
Redaktorem naczelnym czasopisma jest Grzegorz Gołębiewski. W skład Rady Naukowej wchodzą też m.in. prof. dr hab. inż. Zbigniew Kruszewski, prof. dr hab. Romuald Brazis, dr hab. Henryka Ilgiewicz oraz prof. dr hab. inż. Janusz Zieliński, natomiast w skład Redakcji prof. ucz. dr hab. inż. Renata Walczak.
Jednym z członków zespołu był także ks. prof. dr hab. Michał Marian Grzybowski.
Obecnie czasopismo jest dostępne online w bazie danych Mazowieckich Czasopism Humanistycznych.